# Марі-Шолнер (Марі-Турецький район)
Марі́-Шолне́р (рос. Мари-Шолнер, марій. Марий Шолэҥер) — присілок у складі Марі-Турецького району Марій Ел, Росія. Входить до складу Марі-Турецького міського поселення.

## Населення
Населення — 119 осіб (2010; 117 у 2002).
Національний склад (станом на 2002 рік):
- марійці — 85 %